# Les Sales Majestés
Les Sales Majestés est un groupe de punk rock français actif depuis 1981.
Très influencés par le punk anglais de la première génération, les premiers temps des Sales Majestés sont marqués par une attitude DIY (do-it-yourself), le principe même du punk. En accord avec les idées qu'ils défendent, ils sont, depuis toujours, entièrement indépendants et producteurs de tous leurs albums et de tous leurs clips de façon à pouvoir fixer un prix peu élevé et accessible à tous, aussi bien pour leurs concerts que pour leurs disques et DVD.

## Biographie
L'origine des Sales Majestés remonte à 1981 dans les Hauts-de-Seine. Probablement écœurés par les inégalités sociales présentes dans le département, ils décident de s'unir pour exprimer leurs idées. Au départ, le groupe s'entasse dans une vieille voiture pour jouer aux quatre coins de la France pendant plusieurs années, avant de sortir leur premier album, Bienvenue, en 1995. Au cours de l'enregistrement de cet album et à la suite d'un concert au Rex Club, le guitariste Pascal et le batteur Gilles quittent le groupe.  Deux ans plus tard sort l'album No problemo, puis l'EP Dernier combat en 1998.
LSM sortent leur troisième album studio, Y'a pas d'amour, qui fait suite à un procès perdu par LSM contre  son distributeur Bondage Records. En 2002, leurs dix années d'activité sont rassemblées dans une anthologie LSM : 1992-2002 comprenant cinq titres inédits. Révolutionnaires dans l'âme, ils remontent sur scène en 2007 pour une date unique et enregistrent le CD/DVD live Week-end Sauvage, dont la sortie en novembre 2008 est ponctuée par un concert complet à l'Élysée-Montmartre à Paris.
LSM n'a de cesse d'en dénoncer les travers avec la sortie de l'album explicite Sois pauvre et tais-toi ! en 2010, suivi d'une tournée française qui s'achève par un concert à La Cigale à Paris. Après une tournée en 2011, le groupe reprend le chemin des studios en 2012 pour enregistrer les quinze nouveaux titres de leur album Sexe, fric et politique sorti le 4 mars 2013. LSM débutent dans le même temps une tournée 2013 qui s'est achevée au Bataclan le 20 avril. 
En 2014, beaucoup de changements et de nouveautés ont lieu au sein du groupe. Une tournée de concerts est annoncée dès septembre dans toute la France ainsi qu'au Québec. Cependant entre-temps, le groupe musical se voit amputer de quatre membres sur cinq. Le bassiste Vlad quitte le groupe, puis s'ensuit le départ du batteur Benoît et du chanteur Arnaud. Fabrice Albert-Birot (guitariste des Sheriff) rejoint Les Sales Majestés provisoirement, Frédéric Giraud (ex-membre des Porte-Mentaux) prend le relais en compagnie de Jimmy (ex-membre des FTX) et d'un nouveau bassiste, Jérôme Frulin. Yves devient la nouvelle voix des Sales Majestés. Désormais c'est celui qui a écrit l'intégralité des textes et des musiques. Arnaud n'était qu'un interprète.[réf. nécessaire]
Après des changements de formation, ils annoncent un nouvel et sixième album studio, intitulé Ni Dieu, ni maître, le 27 mai 2015. Il s’agit du premier album où Arnaud n’est pas au chant. Ce nouvel opus est bien accueilli par la presse spécialisée qui félicite notamment le groupe de ne pas avoir sombré après le départ d'Arno Futur,. Le 21 juin 2015, Yann, qui était malade depuis septembre 2014, meurt,. À la fin 2015, ils jouent avec Tagada Jones à La Puce à L'Oreille à Riom. En 2016, le groupe participe pour la première fois au festival Hellfest, de Clisson. En janvier 2017, le groupe annonce la sortie d'un septième album studio, intitulé Droit dans le mur, qui sort au mois de juin 2017. 
Puis l ‘album Album “ OVERDOSE “ (BELIEVE suivi d ‘une tournée qui se finira au TRIANON .
Pendant la pandémie  Les Sales majestés fidèle à leur convictions libertaire prendrons position contre le pass Sanitaires , annulerons tout leurs concerts et organiserons une tournée clandestine malgré les risques encourus ,les censures sur les réseaux sociaux qui donnera lieu a un documentaire réalisé en partenariat avec des chercheurs du CNRS  intitulé : Pass ou crève. …..
Depuis ils ont enregistré un nouvel Album intitulé le Feu qui sortira au Printemps 2023 et reparte en tournée qui affiche complet sur toutes les dates.
Suite au départ de Fred Giraud , Julien Lemoine (Assoiffés,MadCartoon) le remplace à la guitare  et  désormais accompagne Les sales Majesté sur  la route depuis septembre 2023 .

## Style musical et influences
Les Sales Majestés professent un punk rock aux rythmiques rapides avec des textes directs et efficaces. Les LSM font une musique qui n'est pas encombrée de riffs monstrueux, pour permettre un meilleur impact des messages passés dans leurs morceaux. Ils chantent exclusivement en français et dénoncent une réalité sociale et politique de manière virulente. Chaque chanson est axée sur un thème (police, société, pauvreté, politiciens, patrons, alcool, drogue, amour). Depuis leur album Overdose qui est sorti en 2019 les Sales Majestés se sont orientées vers un style plus crossover thrash
LSM a ses influences prononcées pour Les Sheriff, OTH, Les Cadavres, Bérurier Noir. Ils ne font jamais de reprise sur scène, excepté Panik de Métal urbain et Cayenne de Parabellum, en hommage à Schultz décédé en septembre 2014. L'année 2023 est marquée notamment par le départ de Frédéric Giraud.

## Membres
Fondé par Yves Cessinas et Stéphane Robert en 1981, date où le nom est donné au groupe. Arnaud, ancien chanteur du groupe, est le frère jumeau de Yves .
Jean-René, frère ainé a fait partie des Sales Majestés jusqu'en 1986.

### Membres actuels
- Yves Cessinas – chanteur guitariste (depuis 1981)
- Martin Gautheron – batterie (depuis 2019)
- Jérôme Frulin – basse (depuis 2014)
- Julien Lemoine – Guitariste (depuis 2023)

### Anciens membres
- Jimmy Soudry batterie (2014-2019)
- Franck Beugné – batterie (1981–1989)
- Jean-René Cessinas – basse (1981–1990)
- Gilles – batterie (1990–1995)
- Guillaume – batterie (1998–2007)
- Mathias – batterie (1995–1998, 2007–2013)
- Benoît – batterie (2013–2014)
- Vlad – basse (1990–2014)
- Arnaud Cessinas – chant (1988–2014)
- Fabrice Albert-Birot – guitare (2014–2015)
- Yann – guitare (1995–2014)
- Frederic Giraud – guitare (2015-2023)
- Yves Cessinas – guitare (1981–2014), chant (2015-2023)